# George W. Clarke

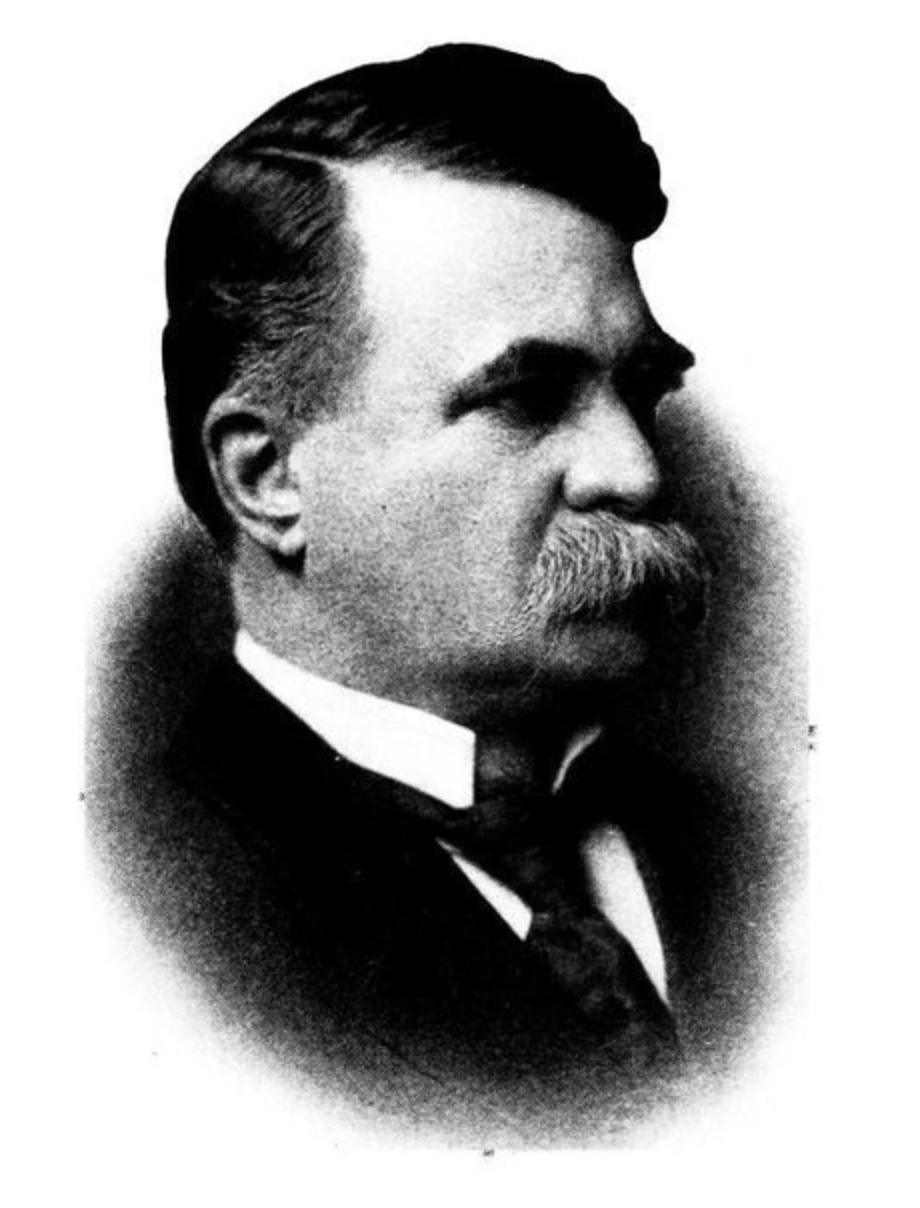
George W. Clarke (2011)

George Washington Clarke (* 24. Oktober 1852 im Shelby County, Indiana; † 28. November 1936 in Adel, Iowa) war ein US-amerikanischer Politiker (Republikanische Partei) und von 1913 bis 1917 der 21. Gouverneur des Bundesstaates Iowa.

## Frühe Jahre und politischer Aufstieg
Bereits im Jahr 1856 kam George Clarke mit seinen Eltern in das Davis County in Iowa. Dort besuchte er die örtlichen Schulen und arbeitete dann selbst für einige Zeit als Lehrer. Später setzte er seine eigene Ausbildung bis 1877 am Oskaloosa College fort. Danach studierte er an der University of Iowa Jura. Nach seinem Examen und der Zulassung als Rechtsanwalt begann er in dem Ort Adel in seinem neuen Beruf zu praktizieren. Dort war er auch vier Jahre lang als Friedensrichter tätig.
Zwischen 1900 und 1908 saß er als Abgeordneter im Repräsentantenhaus von Iowa. Seit 1904 war er auch Speaker dieses Gremiums. Im Jahr 1908 wurde er als Kandidat seiner Partei zum Vizegouverneur seines Staates gewählt. Dieses Amt übte er zwischen 1909 und 1913 aus. 1912 wurde er dann selbst zum Gouverneur gewählt, wobei er sich mit nur 1700 Stimmen Vorsprung gegen den demokratischen Kandidaten Edward G. Dunn durchsetzte.

## Gouverneur von Iowa
Clarke trat sein neues Amt am 16. Januar 1913 an. Nach einer Wiederwahl im Jahr 1914 konnte er bis zum 11. Januar 1917 in diesem Amt verbleiben. In seiner Amtszeit wurde das Wahlverfahren in Iowa geändert. Außerdem setzte sich Clarke für ein verbessertes Gesetz zur Entschädigung von durch Unfällen betroffenen Arbeitern (workmen’s compensation bill) ein und unterstützte die Gründung eines Autobahnausschusses (Highway Commission). Clarke trat auch für eine Anpassung der Gesetze zur Kontrolle von Investment-Firmen ein.
Nach dem Ende seiner Gouverneurszeit zog sich Clarke aus der Politik zurück. Zwischen 1917 und 1918 war er Dekan der Drake University Law School. Danach war er als Rechtsanwalt in Des Moines tätig. Seit 1878 war er mit Arletta Green verheiratet, mit der er vier Kinder hatte.